# Wakamija Maru
Wakamija Maru (japonsky: 若宮丸) a později Wakamija (japonsky: 若宮) byl japonský nosič hydroplánů, sloužící v japonském císařském námořnictvu a také vůbec první japonský nosič letadel. Na nosič hydroplánů byla loď přestavěna z obchodní lodě Lethington a jako taková byla do služby přijata v srpnu 1914. Nesla čtyři v Japonsku v licenci postavené hydroplány Maurice Farman (s motory Renault o 70 hp). V září 1914 se letouny z Wakamija Maru podílely na bitvě o Čching-tao.

## Počátek služby

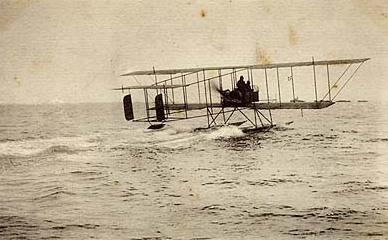
Japonský hydroplán Maurice Farman v roce 1914

Wakamija Maru byla původně Ruskem pronajatá obchodní loď Lethington, postavená ve Velké Británii v Glasgow. Kýl byl založen v roce 1900 a v září téhož roku byla loď spuštěna na vodu. V roce 1901 začala sloužit jako obchodní loď. Dne 12. ledna 1905, během rusko-japonské války, byl Lethington zajat při plavbě z Cardiffu do Vladivostoku poblíž Okinošimy japonskou torpédovkou č. 72. Japonská vláda si loď ponechala, 14. února 1905 přejmenovala na Okinošima Maru a 1. září 1905 na Wakamija Maru (若宮丸). Od 22. března 1907 byla Wakamija Maru pronajata japonské společnosti Nippon Júsen.
V roce 1913 byla převzata japonským císařským námořnictvem a přestavěna na nosič hydroplánů. Ještě téhož roku se v rámci „modrého loďstva“ (t.j. útočníků) zúčastnila námořního cvičení u Saseba. Ze čtyř hydroplánů byly dva na palubě a dva byly uskladněny v rezervě. Loď nenesla katapulty a letouny proto operovaly z hladiny moře, na kterou je překládal palubní jeřáb.

## Obléhání přístavu Čching-tao

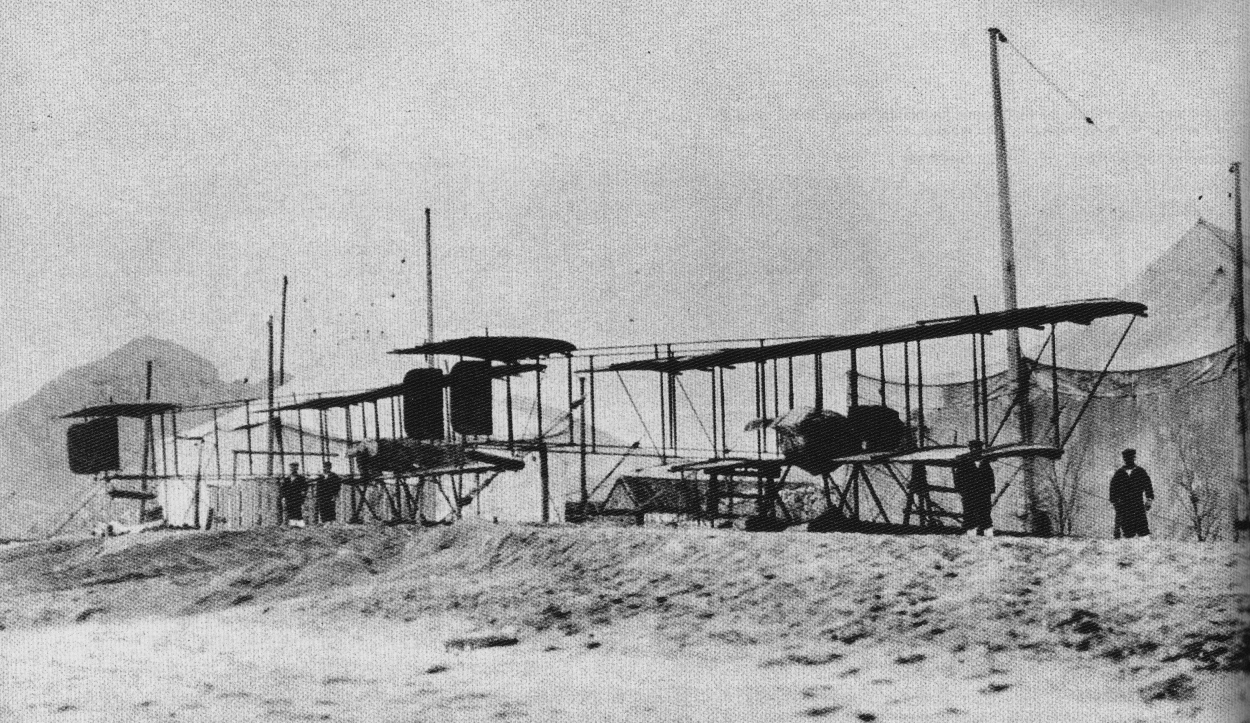
Dva japonské hydroplány Maurice Farman z Wakamija Maru v Čching-tao v roce 1914

Dne 5. září 1914, v průběhu bitvy o Čching-tao letouny z Wakamija Maru provedly první nálet námořních letounů v historii. Toho dne vyslala Wakamija Maru dva Farmany nad Čching-tao: třímístný poručíka Hideho Wady a dvoumístný poručíka Masaru Fudžise. Wada shodil několik pum na dělostřeleckou baterii Bismarck, které ale neškodně zapadly do bahna.
Dne 30. září najela Wakamija Maru na německou minu a po provizorní opravě byla odeslána do Japonska. Její hydroplány poté operovaly z pobřežní základny a bombardovaly německé pozice (komunikační uzly a centra velení) na celém poloostrově až do německé kapitulace 7. listopadu 1914, přičemž Farmany vykonaly téměř padesát letů a dne 13. října se Wada (spolu se třemi letouny císařské armády) zúčastnil prvního vzdušného souboje císařského námořnictva.

## Další služba
Dne 1. června 1915 byla loď přejmenována na Wakamija.
Od prosince 1915 sloužil na palubě Wakamija i tehdejší mladší poručík Takidžiró Óniši – budoucí duchovní otec Kamikaze.
V dubnu 1920 byla Wakamija přestavěna a překlasifikována na letadlovou loď se vzletovou palubou na přídi. Dne 22. června 1920 u Saseba odstartoval z Wakamija dvouplošník Sopwith Pup, čímž se uskutečnil historicky první vzlet palubního letounu v japonském námořnictvu. Paluba sloužila především k testům a vývoji techniky použití palubních letounů pro Hóšó, první dokončenou letadlovou loď na světě od počátku stavěnou pro tento účel. Zkoušky na Wakamija probíhaly až do roku 1924. Ze služby byla loď vyřazena 1. dubna 1931 a následně byla sešrotována.